# Lösens församling
Lösens församling var en församling i Lunds stift. Församlingen uppgick 2002 i Lyckå församling. 
Församlingskyrka var Lösens kyrka. 

## Administrativ historik
Församlingen har medeltida ursprung.
1743 införlivades Lyckeby församling. Församlingen bildade till 1 maj 1976 pastorat med Augerums församling, från 1693 till 1743 dessutom med Lyckby församling, och från 1 maj 1920 med Flymens församling. 1976 ingick denna församling i Augerums, Lösen och Flymens pastorat.Sedan 2002 ingår församlingen i Lyckå församling och pastorat.
Församlingskod var 108005.

## Organister
| Verksam   | Namn                  | Levnadstid | Övrigt |
| --------- | --------------------- | ---------- | ------ |
| 1948–1971 | Arne Alfred Stenbjörn | 1908–      | [ 3 ]  |